# Sommerrolle

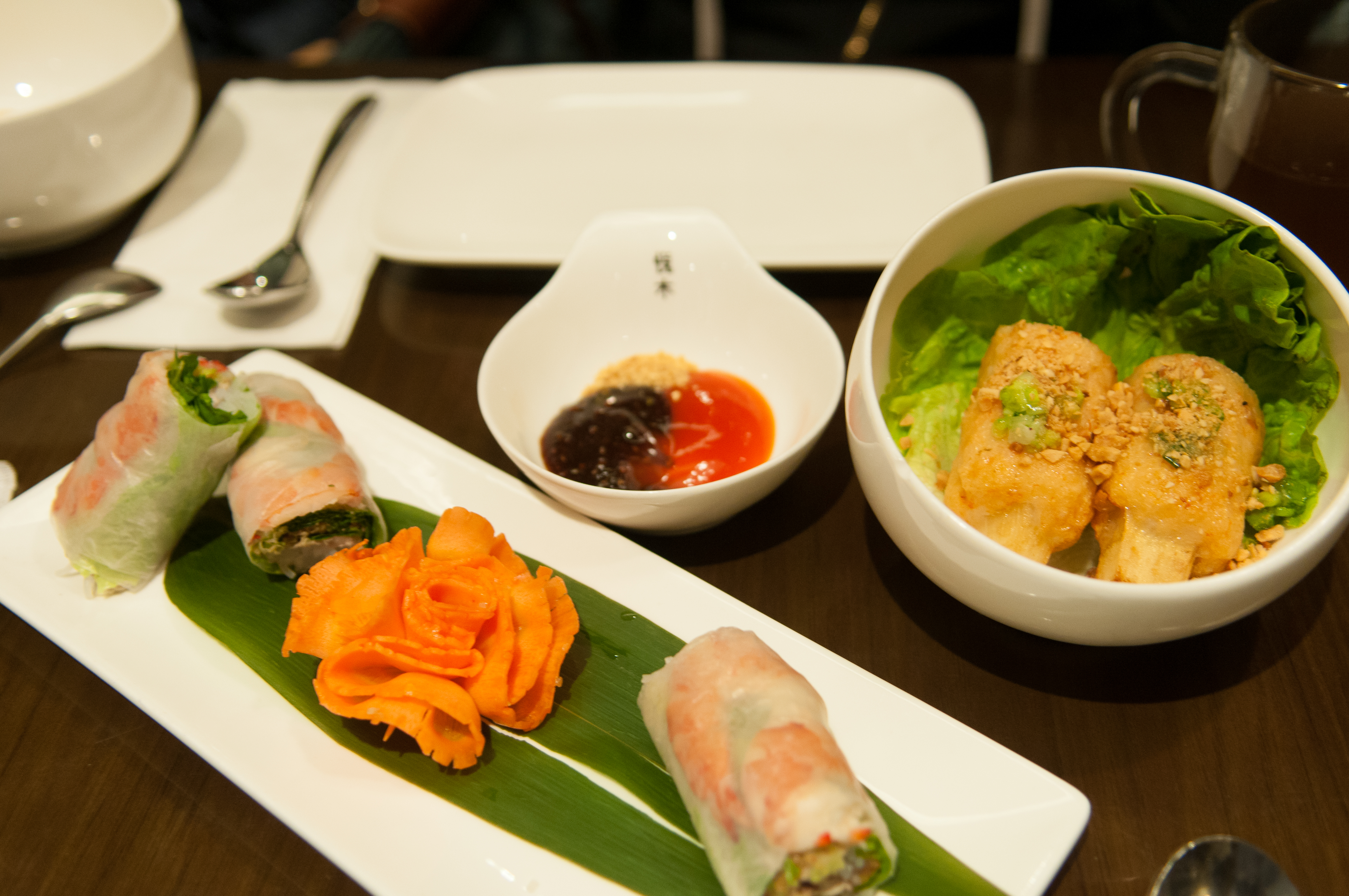
Garnierte Sommerrollen mit Dip

Eine Sommerrolle (vietnamesisch Gỏi cuốn) ist eine Vorspeise der vietnamesischen Küche. Sie ähnelt der in weiten Teilen Südostasiens verbreiteten und je nach Land unterschiedlich zubereiteten Frühlingsrolle, wird aber nicht frittiert.

## Etymologie und Geschichte
Das vietnamesische gỏi cuốn bedeutet „Salatrolle“. In Norden Vietnams wird auch der Begriff nem cuốn verwendet. Der Begriff „Sommerrolle“ wird im angloamerikanischen Sprachraum benutzt (englisch „summer roll“) und auch im Deutschen an Stelle des vietnamesischen Begriffs verwendet. Das Gericht ist in Kambodscha, Laos und Thailand bekannt und unterscheidet sich dort in Zutaten und Zubereitung nicht signifikant von der vietnamesischen Variante. Der Ursprung der Sommerrolle ist nicht geklärt, wird aber in der Regel (meist unbequellt) in China oder Vietnam verortet. Die Köchin, Kochjournalistin und Kochbuchautorin Fuchsia Dunlop sieht einen für das 7. Jahrhundert nachweisbaren chinesischen Brauch, am ersten Tag des Frühlings in Fladen gewickeltes Gemüse zu essen, als möglichen Ursprung der Sommerrolle.
CNN Travel setzte vietnamesische Sommerrollen 2011 und 2017 in seiner Liste des World’s 50 best foods auf Rang 30.

## Zubereitung
Als Hülle für die Sommerrollen dienen Oblaten aus Reismehl, die in warmes Wasser eingetunkt werden, um sie geschmeidig zu machen. Auf der kreisförmigen Reisoblate wird eine längliche Anhäufung aus Zutaten errichtet, die dann in die Oblate eingeschlagen wird, so dass sich eine zylinderähnliche Form ergibt. In aller Regel enthält die Füllung der Sommerrolle Reisnudeln. Die weiteren Zutaten sind beliebig; Salat, Gemüse, Fleisch und würzende Kräuter (insbesondere Langer Koriander und Minze) sind gängig, je nach Geschmack werden aber auch Fisch, Garnelen und Früchte verwendet. Die Zutaten der Füllung werden vor der Verwendung in handliche Stücke geschnitten, tierische Komponenten werden zuvor gebraten. Sommerrollen werden kalt verzehrt und mit einem Dip serviert, beispielsweise mit Hoisin-Sauce, Nước mắm pha (einem auf Fischsauce basierenden Dip) oder Erdnusssauce, außerhalb Vietnams oft auch mit Sojasauce.

## Galerie

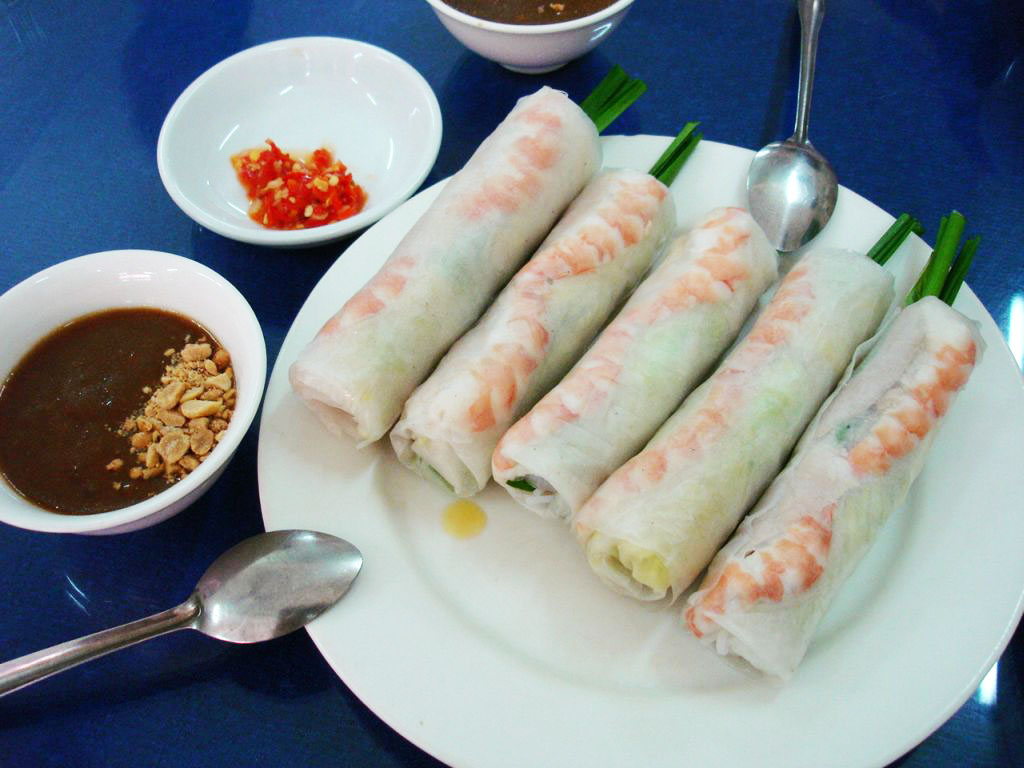
Kalte Sommerrollen mit verschiedenen kalten Soßen (Dips)
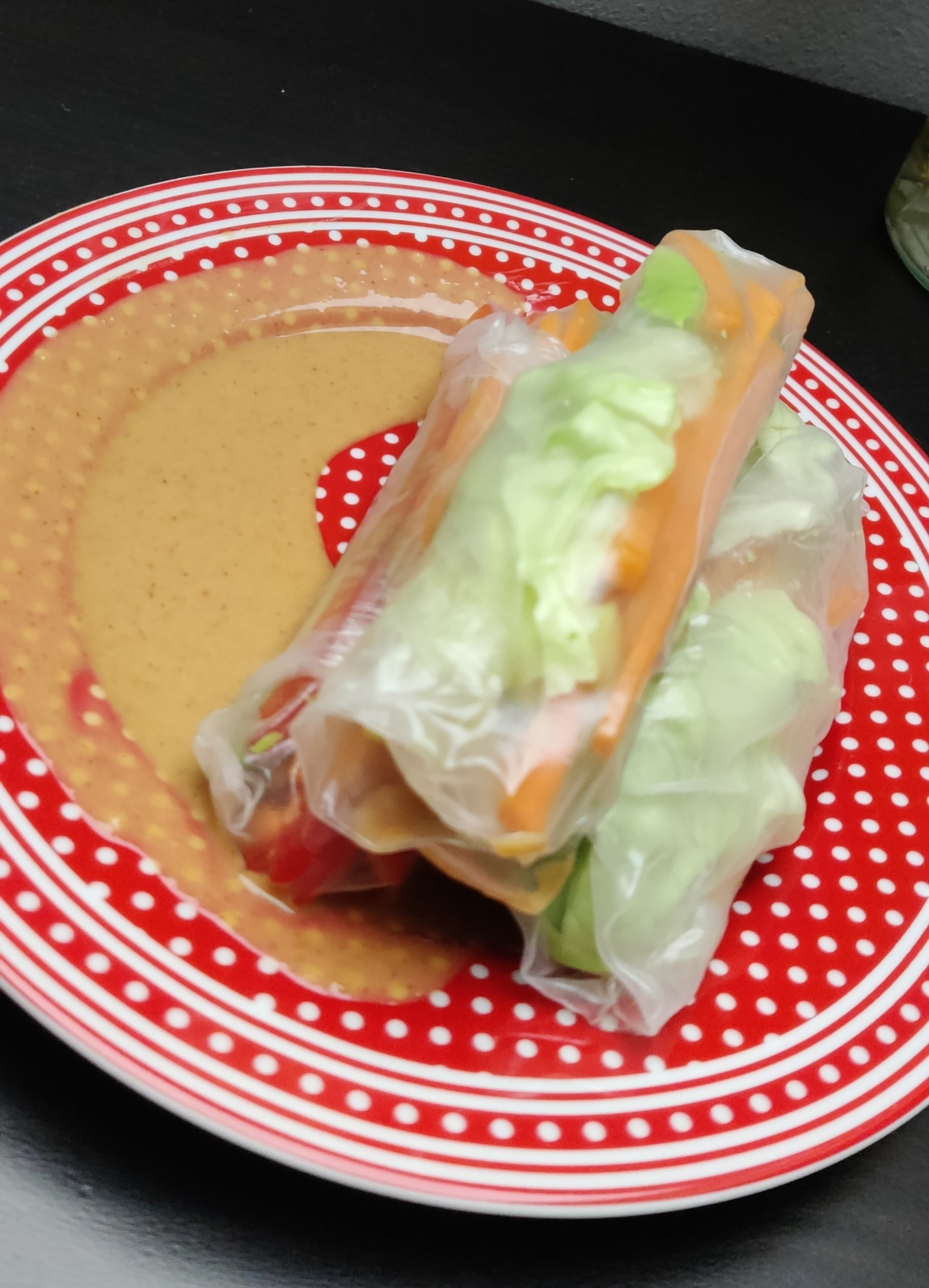
Sommerrollen mit Erdnusssauce
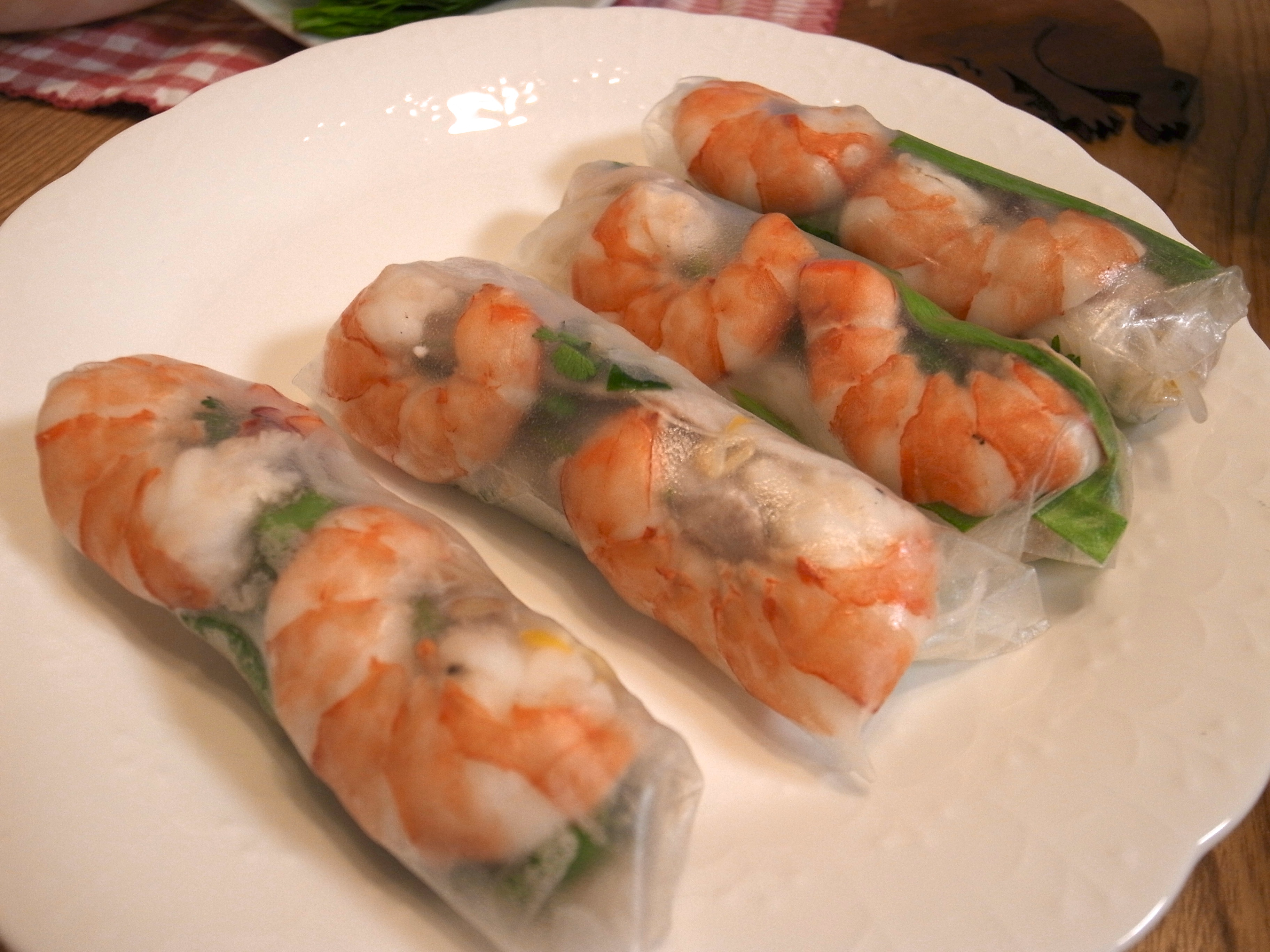
Hausgemachte Sommerrollen mit Garnelen
- Zubereitung von Sommerrollen mit Garnelen als Video